# Character animation
Character animation bezeichnet die hochwertige Gestaltung einer Figur im Animationsfilm, mit dem besonderen Augenmerk auf die Einpassung realistischer Züge in die figürliche Welt durch eine aufwendige Darstellung von Emotionen, Gedankenwelt und Bewegung, als Ergänzung zum Synchronsprechen.

## Allgemein
Der Gegensatz zu normaler Animation einer Figur ist grundsätzlich subjektiv, unterliegt aber meist bestimmten Merkmalen. Character animation wird üblicherweise von einer begrenzten Anzahl, im deutschen Sprachraum meist einfach Chefzeichner genannten, Trickfilmzeichnern durchgeführt die teilweise auch als Regisseure und an Storyboard- und Hintergrundentwürfen mitwirken. Die Bezeichnung Character Animator erhalten zudem fast nur Zeichner, die längere Zeit für ein Studio gearbeitet haben.
Wann der Begriff character animation ins Trickfilm-Vokabular Einzug fand, ist nicht bekannt, als früheste Zeichner dieser Art gelten jedoch Winsor McCay für seine Arbeit an Gertie the Dinosaur (1914) und Otto Messmer mit Felix the Cat in den 1920er Jahren. Beide arbeiteten in erster Linie an animierten Kurzfilmen, da der Zeichentrickfilm in Spielfilmlänge zwar schon bekannt, jedoch erst in den 1930er Jahren weiter verbreitet war und später – vor allem durch die Filme Walt Disneys – populär wurde.
Mit dem vierfachen Oscarpreisträger Nick Park und dem russischen Independant-Animator Juri Norstein ist character animation jedoch nicht nur auf Hollywood-Studios beschränkt.
Die einzigen „deutschen“ Character Animator waren, bzw. sind die beiden Disney-Zeichner Wolfgang Reitherman (1909–1985), der zwar in München geboren wurde, dessen Eltern aber bereits im Kleinkindalter in die USA auswanderten und Andreas Deja (* 1957), welcher eine deutsche Staatsbürgerschaft besitzt, ursprünglich aber aus Polen stammt. Der einzige Schweizer Character Animator war Albert Hurter (1883–1942).

## Character Animator
Folgend sind weitere Trickfilmzeichner aufgelistet, die weitgehend der character animation zugeschrieben werden. In Klammer stehen die Lebensdaten, das Studio und die aktive Zeit beim Film.
- Andreas Deja (* 1957; Disney; 1980 bis heute)
- Tex Avery (1908–1980; Warner Bros. u. a.; 1929–1955)
- Robert Clampett (1913–1984; Warner Bros. u. a.; 1931–~1965)
- Les Clark (1907–1979; Disney; 1927–1975)
- Marc Davis (1913–2000; Disney; 1935–1978)
- Norm Ferguson (1902–1957; Disney u. a.; 1920–1957)
- Friz Freleng (1905–1995; Warner Bros. u. a.; 1928–~1984)
- Joe Grant (1908–2005; Disney; 1932–1949 und 1989–2005)
- Ollie Johnston (1912–2008; Disney; 1934–1978)
- Chuck Jones (1912–2002; Warner Bros.; 1933–~1980)
- Milt Kahl (1909–1987; Disney; 1934–1976)
- Glen Keane (* 1954; Disney; 1974 bis heute)
- Ward Kimball (1914–2002; Disney; 1934–1973)
- Eric Larson (1905–1988; Disney; 1933–1988)
- John Lasseter (* 1957; Pixar u. a.; 1975 bis heute)
- John Lounsbery (1911–1976; Disney; 1935–1976)
- Hamilton Luske (1903–1968; Disney; 1936–1968)
- Robert McKimson (1910–1977; Warner Bros. u. a.; 1932–~1975)
- Fred Moore (1911–1952; Disney; 1930–1952)
- Myron Natwick (1890–1990; Fleischer u. a.; 1919–~1950)
- John Sibley (1912–1973; Disney; 1941–~1962)
- Art Stevens (1915–2007; Disney; 1939–1985)
- Frank Tashlin (1913–1972; Warner Bros. u. a.; 1930–1968)
- Frank Thomas (1912–2004; Disney; 1934–1978)
- Bill Tytla (1904–1968; Disney u. a.; 1920–1968)
- Richard Williams (1933–2019; Disney u. a.; ~1950–2015)